# Ernst Ludwig Plaß
Ernst Friedrich Ludwig Plaß (* 20. Juli 1855 in Sterley; † 20. Juli 1917 in Lübeck) war ein deutscher Landschafts- und Marinemaler.

## Leben

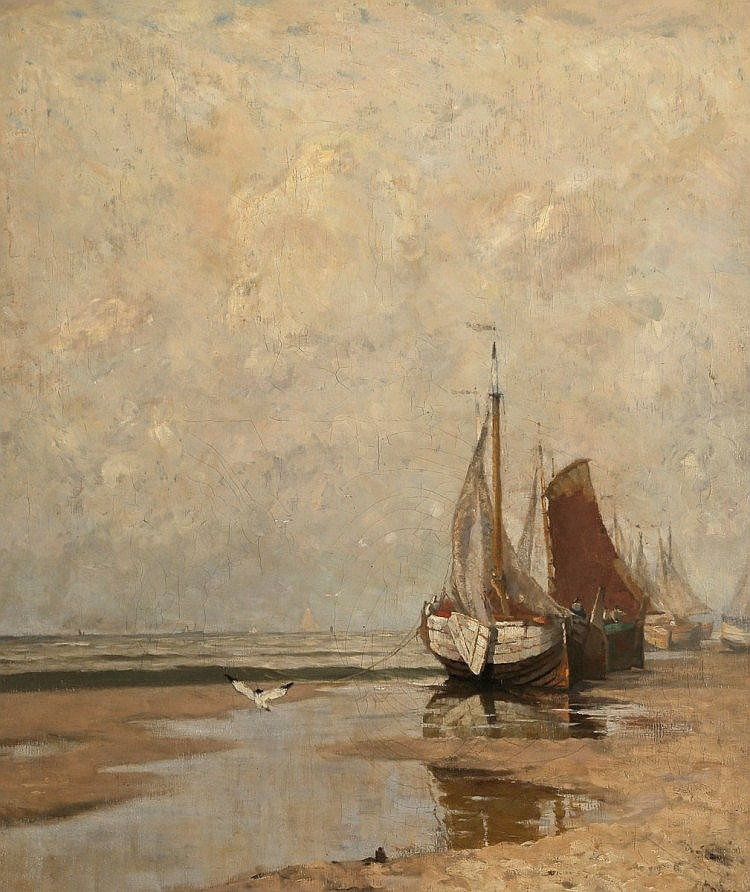
An der Flensburger Förde, um 1890

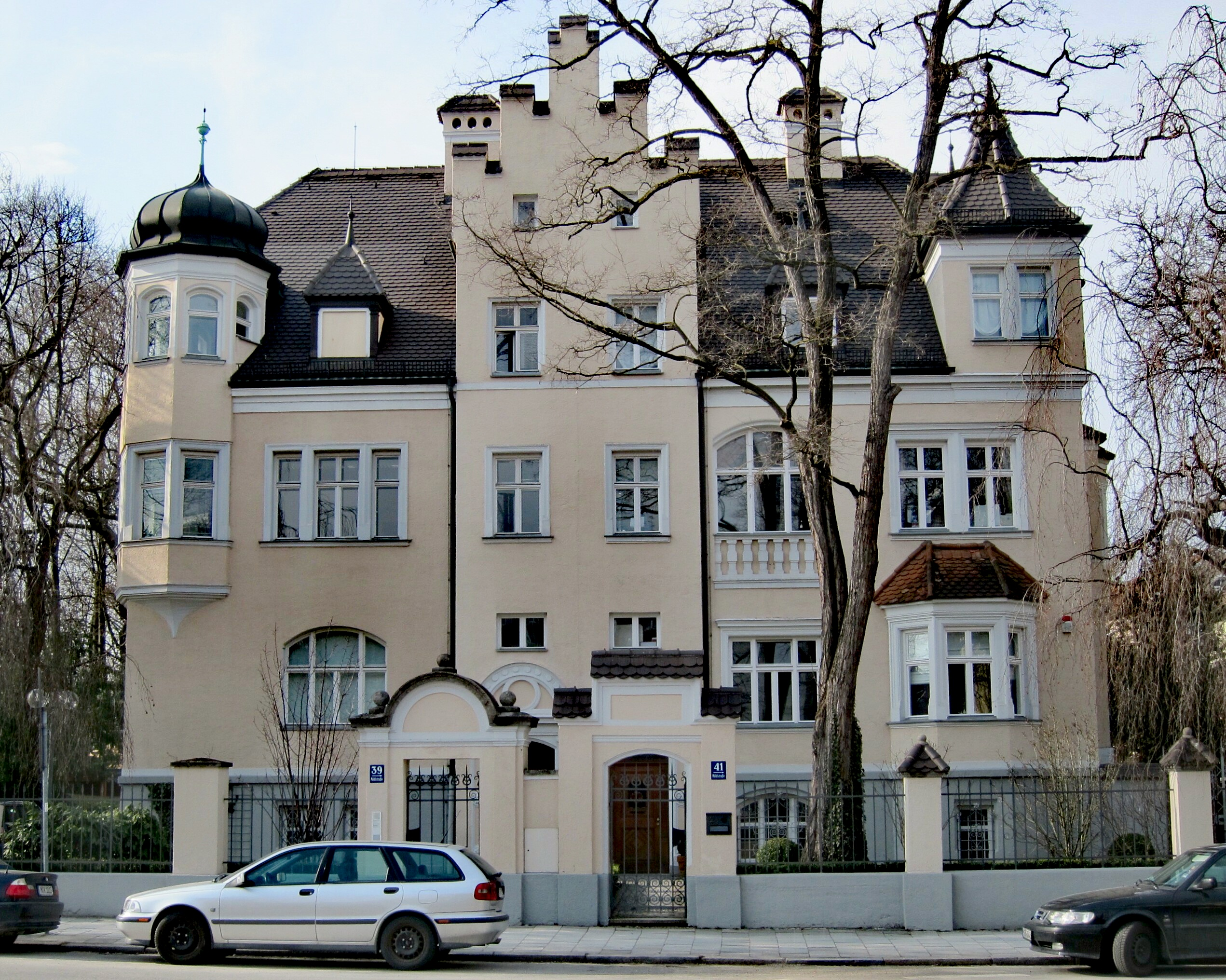
Villenhälfte Plaß in der Möhlstraße 41 in Bogenhausen (rechts)

Ernst Ludwig Plaß war der Sohn des Organisten der Kirche in Sterley. Er besuchte die Lauenburgische Gelehrtenschule in Ratzeburg und studierte Malerei an der Kunstakademie Düsseldorf sowie an der Großherzoglich Badischen Kunstschule Karlsruhe. In Düsseldorf, wo er von 1879 bis 1882 studierte, war er ein Schüler von Peter Janssen dem Älteren, Hugo Crola und Heinrich Lauenstein. In Karlsruhe wurde er von Gustav Schönleber beeinflusst. 1885 hielt er sich in der Künstlerkolonie Ekensund an der Flensburger Förde auf. Außerdem bereiste er Italien und die Tiroler Alpen. 1916–1917 arbeitete er in Lübeck, wo er auch verstarb. Ein Gemälde aus Gothmund Alte Diele in Gothmund wurde 1916 auf der 42. Kunstausstellung des Lübecker Kunstvereins in der Katharinenkirche vom Kunstverein aufgekauft. Bei der folgenden Verlosung fiel das Bild an den Würtembergischen Kunstverein. In Gothmund hatte er schon einmal 1883 während seines Karlsruher Studiums gearbeitet.
Plaß war zumindest ab 1893 in München tätig, wo er mit dem Reformpädagogen Georg Kerschensteiner befreundet war; beide ließen sich von dem Architekten Leonhard Romeis ein Doppelhaus für sich und ihre Familien in München-Bogenhausen errichten, das heute unter Denkmalschutz steht. Es enthält im Inneren Ausmalungen, die auf Plaß zurückgehen. Ab 1905 war Plaß in Kempfenhausen am Starnberger See ansässig. Hier hatte er sich 1904 von Jakob Angermair, der zuvor Mitarbeiter von Romeis war, eine Villa errichten lassen. Nach seinem Tod wurde das Anwesen 1919 von Gisela Freifrau v. Korff erworben und 1925 nach Teilabrissen in ein neobarockes Palais umgebaut, das heute als Villa Drehnhaus an der Seestraße ebenfalls unter Denkmalschutz steht. Wandmalereien des Bauherrn Plaß im Stil chinesischer Tuschmalerei mit Jugendstilornamentik blieben erhalten.